# Jungfrau in der Glorie

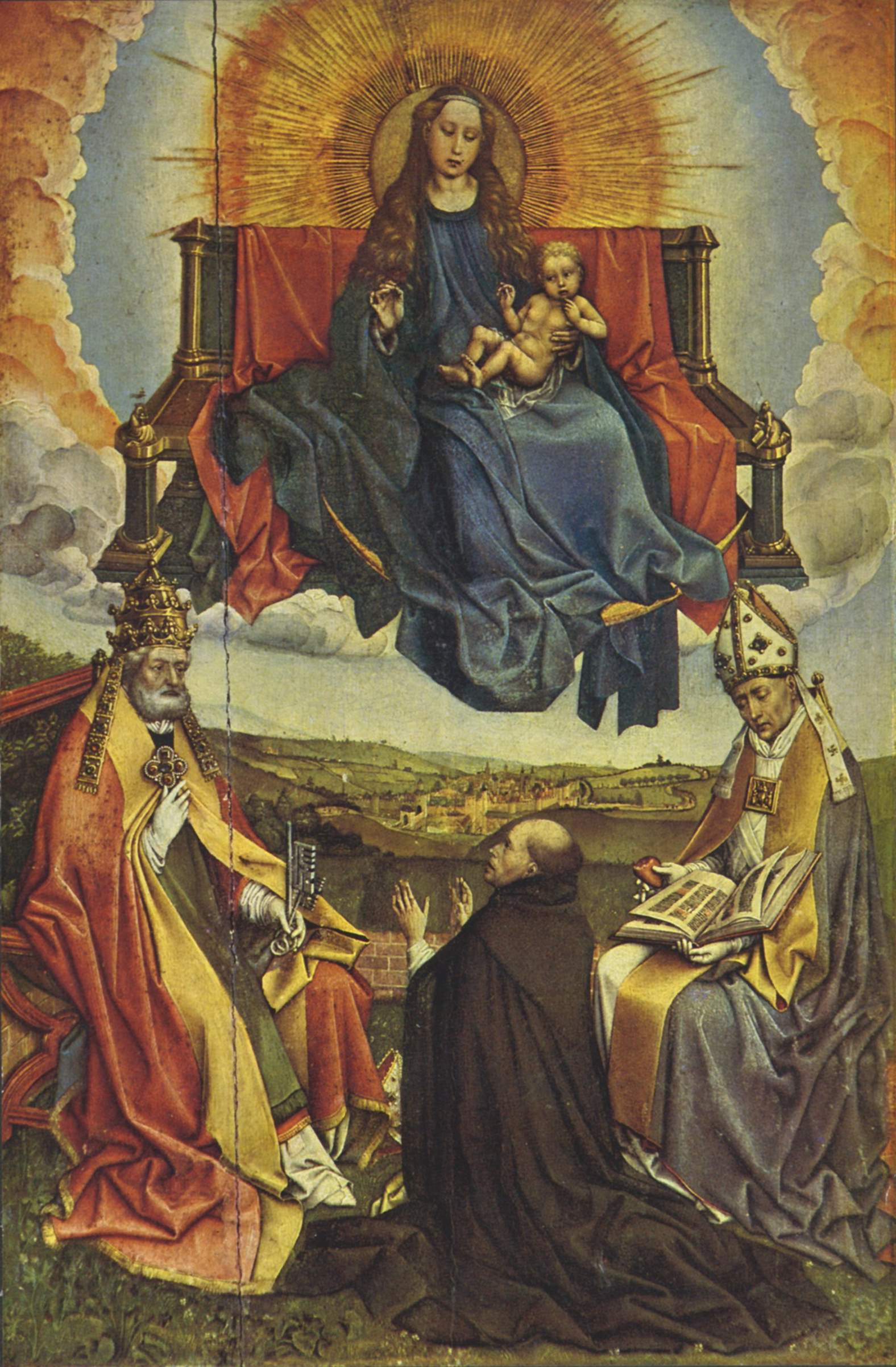
Hl. Jungfrau in der Glorie (Robert Campin)

Jungfrau in der Glorie, Jungfrau in der Herrlichkeit, Hl. Jungfrau in der Glorie oder Glorie der Jungfrau Maria usw. sind Bezeichnungen für ein Thema in der christlichen Kunst, das die Jungfrau Maria in Glorie – d. h. in (himmlischer) Herrlichkeit – als idealisierte Votivfigur darstellt.
Es ist nicht zu verwechseln mit anderen ähnlichen Marienthemen wie der Maestà, der Himmelfahrt oder der Krönung der Jungfrau. Die so genannte Deësis impliziert auch theologisch die Verortung der Jungfrau in der Glorie.

## Ikonografie

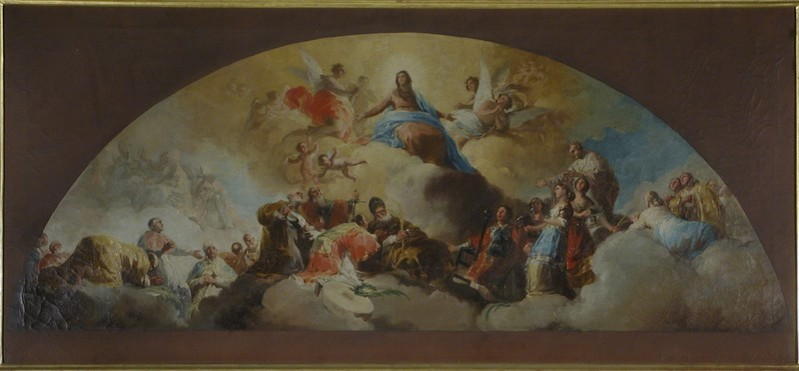
Regina Martyrum bzw. Virgen en gloria y mártires (Goya), Skizze der Haupthälfte, Museo Pilarista, Basílica del Pilar (Saragossa, Spanien)

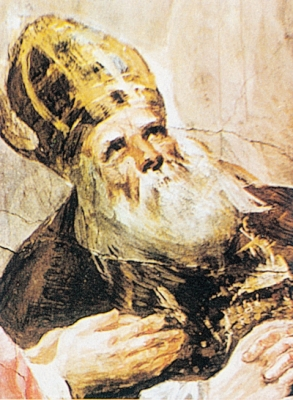
La Virgen en gloria y santos mártires (Die Jungfrau in der Glorie und die heiligen Märtyrer), Detail mit dem hl. Valerius von Saragossa (Goya)

Die konventionelle Ikonografie des Themas zeigt die Jungfrau gewöhnlich auf einer „oberen“ oder „himmlischen“ Ebene, meist in Begleitung des Jesuskindes (Madonna) und umgeben von Engeln, in der so genannten Rompimiento de gloria. Auf der „unteren“ oder „irdischen“ Ebene sind gewöhnlich andere Heilige zu sehen, die nicht aufgrund ihrer Beziehung zu einer Szene des Evangeliums ausgewählt wurden, sondern nach den Vorlieben des Auftraggebers, wie im Genre der Sacra conversazione, der Darstellung der thronenden Madonna mit dem Jesusknaben in Gesellschaft mit Heiligen.
Der katholische Theologe und Bischof Joseph Georg von Ehrler (1833–1905) fasste es im 19. Jahrhundert so zusammen:

„Auch die Jungfrau in Glorie hat die Kunst uns dargestellt, die Gebenedeite, wie sie in Verklärung zu den Höhen des Himmels empor getragen wird und dort aus der Hand der heiligsten Dreifaltigkeit die Krone der Herrlichkeit empfängt, und ewig an der Seite ihres Sohnes regiert. In diesen Darstellungen der Jungfrau in der Glorie erblicken wir Himmelsgnade und Himmelsseligkeit die menschliche Natur und die Erscheinungen der Erde verklärend.“

Zu den Künstlern, die sich dieses Themas angenommen haben, gehört mehrfach Perugino, aber auch viele weitere, darunter der Maitre de Flemalle, i.e. Robert Campin (um 1378–1444) in seinem Werk La Vierge en gloire entre Saint Pierre et Saint Augustin (Musée Granet, Aix en Provence).